# Damon Scott

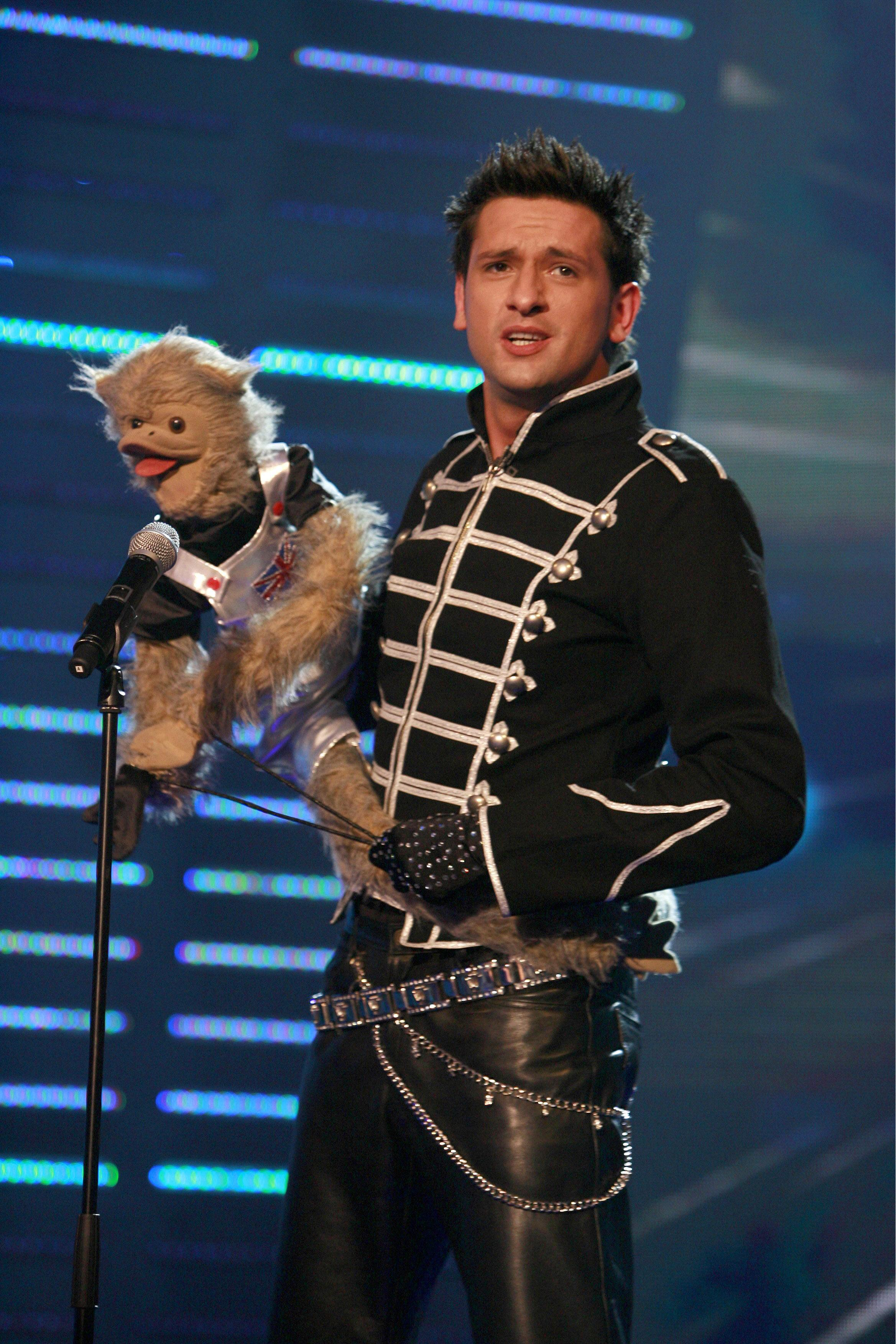
Damon Scott

Damon Charles Scott (1979, Salisbury, Groot-Brittannië) is een Brits entertainer die bekendheid kreeg in het programma Britain's Got Talent. Alhoewel Scott diverse talenten heeft, werd hij vooral bekend met zijn optreden met een pluchen aapje, bedoeld als knipoog naar Bubbles, de aap van Michael Jackson. Hij liet dit knuffeldier 'Earth Song'  al buiksprekende nasynchroniseren.